# Pehr Fredrik Kjerrulf
Pehr Fredrik Kjerrulf, född 3 november 1834, död 5 februari 1865 i Klara församling, Stockholm, var en svensk xylograf.
Kjerrulf studerade vid Konstakademien 1851–1860 och tilldelades 1860 den kungliga medaljen för en målning. Efter sina studier var han huvudsakligen verksam som xylograf. Tillsammans med JG Wahlbom ritade och skar han träsnitten till Johan Gabriel Carléns upplaga av CM Bellmans Samlade skrifter 1861. Han drabbades av sinnessjukdom och dog utfattig.